# Ryszard Kozłowski (historyk)
Ryszard Józef Kozłowski (ur. 22 marca 1938 w Stryju, zm. 30 czerwca 2024) – polski historyk specjalizujący się w historii XX wieku. 
W 1958 ukończył liceum dla pracujących w Szczecinku, po czym podjął studia historyczne na Uniwersytecie Mikołaja Kopernika. Ukończył je w 1963, pod opieką Bronisława Włodarskiego. W latach 1963–1966 pracował w technikum w Jastrowiu. 
W 1966 został zatrudniony jako asystent stażysta w Instytucie Historii i Archiwistyki UMK. Stopień doktora uzyskał w 1968. Tematem jego rozprawy był Rozwój wyposażenia klasztoru cysterskiego w Byszewie do końca XIV wieku, a promotorem Kazimierz Jasiński.
Stopień doktora habilitowanego uzyskał w 1977 na podstawie rozprawy Przeobrażenia społeczno-polityczne w województwie pomorskim (1945–1948). Od 1978 kierował Zakładem Historii Polski Ludowej, potem przekształconym w Zakład Historii Powszechnej i Polski po 1945 roku. Stanowisko profesora otrzymał w 1988, a tytuł profesora zwyczajnego w 1995.  

## Wybrane publikacje
- Przeobrażenia społeczno-polityczne w województwie pomorskim (1945–1948) (1976)
- Ruch robotniczy w Grudziądzu w latach 1945–1948 (1978)
- Polska Partia Robotnicza w województwie pomorskim 1942–1948 (1985, ISBN 83-7003-408-X)
- Partie polityczne w województwie pomorskim: (1945–1950) (1991, ISBN 83-85263-07-1)
- "Czerwony" Włocławek: mity a rzeczywistość (2000, ISBN 83-88500-02-3)
- Jastrowie: zarys dziejów 1602–2002 (2002, ISBN 83-916710-1-1)
- Październik '56 w regionie kujawsko-pomorskim w świetle niepublikowanych źródeł PZPR (2004, ISBN 83-88500-70-8)